# Mireia Torras
Mireia Torras Parera (Sabadell, 2 de mayo de 1996) es una jugadora de balonmano y balonmano playa que fue medalla de plata en el Campeonato del Mundo de 2023 de balonmano playa.

## Trayectoria
En la temporada 2014/15 fue una de las principales jugadoras del OAR Grácia Sabadell, en la División de Honor Plata, dónde metió 85 goles en 18 partidos (a casi 5 por encuentro) y, en el 2015, ya debutó en División de Honor tras dejar a su club de toda la vida asentada en la Plata.
Fichada por petición de Jose Luis Villanueva, el que fuera por aquel entonces entrenador del KH-7 Granollers, se estrenó en la máxima competición española con 19 años. En el conjunto granollerí coincidió con otras grandes jugadoras catalana de la época como Kaba Gassama, Ona Vegué o Nicole Wiggins.
Permaneció durante seis temporadas, anotando más de 300 goles con el conjunto catalán entre Liga Guerreras Iberdrola, Copa de la Reina y EHF.Además fue partícipe del mayor logro en Europa del conjunto vallesano hasta la fecha, ya que llegaron a semifinales de la EHF European Cupen la temporada 2019/20 que quedó cancelada por la pandemia.
Del 2021 al 2024 jugó en la segunda división alemana, en el recién descendido desde la Bundesliga Kurpfalz Bären, en la segunda categoría nacional de Alemania. Con el club alemán anotó 100 goles, con una estadística apabullante de 53 tantos de 63 tiros desde 7 metros (permanece como la mejor artillera desde 7 metros en la historia del club) y dirigió brillantemente el juego del equipo.Conjugó su labor en el campo de juego con la de profesora de educación física en un centro alemán.
En 2024 volvió a España para jugar con el Club Balonmano Zonzamas,que competía en la División de Honor Oro y ascendió con el equipo batatero, proclamándose campeona de la Oro 2024/25. Tras esa única temporada en las islas fichó de nuevo por el KH-7 Bm. Granollers.

### Clubes
- -2015: OAR Grácia Sabadell
- 2015-21:  KH-7 Bm Granollers
- 2021-24:  Kurpfalz Bären
- 2024-25:  Club Balonmano Zonzamas
- 2025-:  KH-7 Bm Granollers

## Selección española
Con la selección española, Mireia ha jugado en todas las categorías inferiores (24 partidos y 42 goles con la selección juvenil y junior) pero, en su etapa sénior, dónde más ha destacado ha sido con la selección absoluta de balonmano playa española. 

### Guerreras de Arena
Su palmarés a los 28 años luce una medalla de plata en el Mundial de Grecia de 2022 (en el que compartió convocatoria con Virginia Fernández, Asun Batista, Patri Conejero, Inoa Lucio, Luisa García Toro, Patricia Encinas, Alba Díaz, Jimena Laguna y Violeta González Poudereux) y otra de bronce en el Campeonato de Europa celebrado en Portugal en 2023 además de la medalla de plata en los Juegos Europeos de Cracovia 2023. En 2025 se proclamó Campeona de Europa en Turquía.
Con el equipo universitario de la Universidad de Barcelona se proclamó campeonas de Europa en 2019.

## Galardones

### Selección
- 1 x  Medalla de plata en el Campeonato del Mundo del Balonmano Playa (2021)
- 1 x  Medalla de plata en los Juegos Europeos (2023)
- 1 x  Medalla de oro en el Campeonato de Europa de Balonmano Playa (2025)
- 1 x  Medalla de bronce en el Campeonato de Europa de Balonmano Playa (2023)
- 1 x  Medalla de plata en el IHF Beach Handball Global Tour (2024)[18]
- 1 x  Medalla de bronce en los Juegos Mundiales (2025)[19]

#### Otras selecciones
- 1 x  Medalla de Oro Europeo Universitario de balonmano playa con la UB[20]

### Clubes
- 1 x Campeón de la DHF Oro (2024/25)[10]